# 日本テレビ金曜8時連続ドラマ
日本テレビ金曜8時連続ドラマ（にほんテレビきんよう8じれんぞくドラマ）は、日本テレビ系列で1972年7月21日から1995年3月17日まで連続テレビドラマを放送していた放送枠である。

## 概要
『日本プロレス中継』の後継番組としてスタート。当初は『三菱ダイヤモンド・アワー』からの流れで、三菱電機を中心協賛社として放映され、『太陽にほえろ!』を皮切りに『ジャングル』『もっとあぶない刑事』『刑事貴族』など21年間に渡って刑事・アクションもののテレビ映画が放送された。なお三菱電機は『はだかの刑事』途中の1993年3月に枠から撤退している。その後は花王が引き継いでいる。
1993年10月期以降はノンジャンルへ転向したが、1994年10月期の『静かなるドン』を最後に終了した。以後はバラエティ番組となっている。また本枠が廃枠になった事で、日本テレビ20時台の現代劇は全廃、残るは火曜20時台の時代劇だけになったが、ナイターシーズン中は単発特別番組枠『火曜デラックス』のため中断、この間はNTV20時台のドラマが存在しない状態になり、そして1997年3月を以て火曜の時代劇も事実上廃枠になったが、時間帯の2023年現在は『沸騰ワード10』というバラエティ番組枠が放送されている。

## 放送作品一覧
| タイトル                                    | 放送期間               | 話数 | 制作会社                    | 出演者                                               |
| ------------------------------------------- | ---------------------- | ---- | --------------------------- | ---------------------------------------------------- |
| 太陽にほえろ!                               | 1972.7.21 - 1986.11.14 | 718  | 東宝                        | 石原裕次郎、露口茂、竜雷太、小野寺昭、下川辰平       |
| 太陽にほえろ!PART2                          | 1986.11.28 - 1987.2.20 | 12   | 東宝                        | 奈良岡朋子、寺尾聰、下川辰平、地井武男、神田正輝     |
| ジャングル                                  | 1987.2.27 - 12.25      | 35   | 東宝                        | 鹿賀丈史、桑名正博、勝野洋、火野正平、江守徹         |
| NEWジャングル                               | 1988.1.8 - 9.2         | 33   | 東宝                        | 鹿賀丈史、江口洋介、勝野洋、火野正平、江守徹         |
| もっとあぶない刑事                          | 1988.10.7 - 1989.3.31  | 25   | セントラル・アーツ          | 舘ひろし、柴田恭兵、浅野温子、仲村トオル、中条静夫   |
| ハロー!グッバイ                             | 1989.4.14 - 9.8        | 19   | 東宝                        | 水谷豊、三田村邦彦、賀来千香子、大地康雄、石井章雄   |
| 勝手にしやがれヘイ!ブラザー                 | 1989.10.13 - 1990.3.23 | 22   | セントラル・アーツ          | 柴田恭兵、仲村トオル、倉田てつを、名取裕子、中条静夫 |
| 刑事貴族                                    | 1990.4.13 - 1991.3.22  | 37   | 東宝                        | 舘ひろし、郷ひろみ、黒木瞳、高樹沙耶、松方弘樹       |
| 刑事貴族2                                   | 1991.4.12 - 1992.3.20  | 40   | 東宝                        | 水谷豊、田中実、高樹沙耶、地井武男、松方弘樹         |
| 刑事貴族3                                   | 1992.4.17 - 12.25      | 26   | 東宝                        | 水谷豊、高樹沙耶、寺脇康文、地井武男、松方弘樹       |
| はだかの刑事                                | 1993.1.8 - 9.24        | 30   | 東映                        | 松方弘樹、世良公則、室井滋、布施博、橋爪功           |
| もうひとつのJリーグ                         | 1993.10.22 - 12.3      | 5    | 東宝                        | 榊原利彦、高橋由美子、中上雅巳、持田真樹、伊藤かずえ |
| 超常怪奇スペシャル 矢追純一の異次元ワールド | 1993.12.10 - 12.24     | 3    |                             | 矢追純一、森口博子                                   |
| ザ・ワイドショー                            | 1994.1.14 - 3.18       | 9    | 日本テレビ エンタープライズ | 南原清隆、内村光良、鈴木京香、常盤貴子、小島一慶     |
| 西遊記（唐沢寿明版）                        | 1994.4.8 - 9.23        | 17   | バンダイビジュアル          | 唐沢寿明、牧瀬里穂、柄本明、小倉久寛、柳沢慎吾       |
| 静かなるドン                                | 1994.10.21 - 1995.3.17 | 19   | 光和インターナショナル      | 中山秀征、石田ゆり子、野際陽子、鹿賀丈史、阿藤快     |